# 12876 Estrada
12876 Estrada este o planetă minoră (asteroid), cu un diametru de 5,698 km, din centura de asteroizi. A fost descoperită pe 17 august 1998 la Magdalena Ridge Observatory⁠(d) de Lincoln Near-Earth Asteroid Research. 
Obiectul prezintă o orbită caracterizată de o semiaxă mare de 2,9271003 UAi, o excentricitate de 0,08, o înclinație de 0,97223 ° în raport cu ecliptica.